# Prefectura apostólica del Vichada
La prefectura apostólica del Vichada (en latín: Praefectura Apostolica Vichadaënsis o de Vichada) fue una circunscripción eclesiástica de la Iglesia católica en Colombia. Se trataba de una prefectura apostólica latina, inmediatamente sujeta a la Santa Sede, suprimida el 22 de diciembre de 1999.

## Territorio y organización
La prefectura apostólica tenía 102 900 km² y extendía su jurisdicción sobre los fieles católicos de rito latino residentes en el departamento del Vichada.
La sede de la prefectura apostólica se encontraba en la ciudad de Puerto Carreño, en donde la catedral era la Catedral de Nuestra Señora del Carmen del actual vicariato apostólico de Puerto Carreño.
En 1999 en la prefectura apostólica existían 4 parroquias.

## Historia
La prefectura apostólica del Vichada fue erigida el 7 de abril de 1956 por el papa Pío XII con la bula Cum Apostolis Christus, tomando su territorio del vicariato apostólico de Villavicencio (hoy arquidiócesis de Villavicencio). La tarea de evangelizar el territorio fue confiada a los misioneros Montfortianos.
El 30 de noviembre de 1996 cedió una porción de su territorio para la erección del vicariato apostólico de Inírida mediante la bula Studiosam sane curam del papa Juan Pablo II.
La prefectura apostólica fue suprimida de facto con dos bulas publicadas el 22 de diciembre de 1999 con las que la Santa Sede dividió su territorio entre dos nuevos vicariatos apostólicos, Puerto Carreño (bula Spiritali fidelium) y Puerto Gaitán (bula Manifestavit Dominus).

## Estadísticas
Según el Anuario Pontificio 2000 la prefectura apostólica tenía a fines de 1999 un total de 45 000 fieles bautizados.
| Año                                                                             | Población            | Población | Población      | Sacerdotes | Sacerdotes    | Sacerdotes    | Bautizados por sacerdote | Diáconos permanentes | Religiosos | Religiosos | Parroquias |
| Año                                                                             | Bautizados católicos | Total     | % de católicos | Total      | Clero secular | Clero regular | Bautizados por sacerdote | Diáconos permanentes | Varones    | Mujeres    | Parroquias |
| ------------------------------------------------------------------------------- | -------------------- | --------- | -------------- | ---------- | ------------- | ------------- | ------------------------ | -------------------- | ---------- | ---------- | ---------- |
| 1966                                                                            | 3600                 | 17 000    | 21.2           | 8          | -             | 8             | 450                      |                      | 12         | 25         | 3          |
| 1970                                                                            | 11 070               | 26 000    | 42.6           | 11         | -             | 11            | 1006                     |                      | 16         | 25         | ?          |
| 1976                                                                            | 16 500               | 33 000    | 50.0           | 13         | -             | 13            | 1269                     |                      | 18         | 25         | 10         |
| 1980                                                                            | 19 475               | 39 570    | 49.2           | 8          | -             | 8             | 2434                     |                      | 12         | 17         | 8          |
| 1990                                                                            | 33 335               | 61 063    | 54.6           | 10         | -             | 10            | 3333                     |                      | 14         | 24         | 12         |
| 1999                                                                            | 45 000               | 81 000    | 55.6           | 15         | 3             | 12            | 3000                     |                      | 13         | 18         | 4          |
| Fuente: Catholic-Hierarchy, que a su vez toma los datos del Anuario Pontificio. |                      |           |                |            |               |               |                          |                      |            |            |            |

## Episcopologio
- P. Emiliano Pied, S.M.M. † (31 de julio de 1956-30 de agosto de 1962 falleció)
- P. Petrus Joseph Alfons Cuypers, S.M.M. † (22 de enero de 1963-28 de marzo de 1969 renunció)
- P. Lucreciano Onofre González, S.M.M. † (28 de marzo de 1969-4 de mayo de 1974 renunció)
  - Sede vacante (1974-1977)
- P. José Aurelio Rozo Gutiérrez, S.M.M. † (6 de mayo de 1977-22 de diciembre de 1999 cesado)